# Железнодорожный мост через Енисей (Красноярск)
Первый железнодорожный мост через реку Енисей был построен в Красноярске в 1895-1899 годах и существовал до 2007 года, когда был разобран.
Представлял собой однопутевую фермовую конструкцию. Длина 1 км, ширина пролётов до 140 метров, высота металлических ферм в вершине параболы 20 метров.

## История
Мост был сооружён российскими рабочими и техниками под руководством инженера Евгения Карловича Кнорре по проекту профессора Императорского Московского Технического Училища Лавра Проскурякова. Строительство начато в 1895 году. 30 августа 1896 года состоялась закладка моста. На молебне при закладке присутствовали: енисейский губернатор П. М. Прейн, Е. К. Кнорре, железнодорожное начальство и массы городских жителей. Молебен был совершен епископом Енисейским и Красноярским Акакием. В фундаменте нижней части берегового устоя был уложен камень с крестом, на этот камень был положен манускрипт, на котором обозначены время закладки, фамилии строителей и почетных гостей. На камень во время служения высыпали золотые и серебряные монеты, и уже затем первый камень был закрыт другим на цементном растворе.
Особенностями Енисейского моста стали самая большая длина моста (907 метров) и самый большой в России пролёт ферм (144,5 метров) среди всех построенных к тому времени в стране подобных сооружений, облегчённые конструкции самих ферм, выморозка шахт под кессоны, использование древесины для кессонов, снижение в них давления и самая высокая стоимость строительства — 3 млн рублей.
Строительство было завершено 28 марта 1899 года. 27 марта состоялись испытания моста. Вначале на него загнали два поезда, каждый из четырёх паровозов и шести вагонов, нагруженных рельсами. Затем по мосту со скоростью 70 км/ч прошли два паровоза с 23 платформами с рельсами.
В 1900 году на Всемирной выставке в Париже была представлена модель Красноярского моста, которая удостоилась Гран-при и золотой медали — «За архитектурное совершенство и великолепное техническое исполнение». Специальное жюри возглавлял знаменитый инженер Гюстав Эйфель. Распространённым заблуждением является представление о том, что красноярский мост разделил Гран-при с Эйфелевой башней. Однако Эйфелева башня была построена в 1889 г. и получила золотую медаль именно в этом году, а красноярский мост — через 11 лет.
Мост упоминается и в книге «Атлас чудес света. Выдающиеся архитектурные сооружения и памятники всех времен и народов», изданном в 1991 году в США, — в разделе «Россия», наряду с Кремлём и Петродворцом.
В 1930-е годы, когда для повышения пропускной способности Транссибирской магистрали укладывали второй путь, рядом с этим мостом был сооружен ещё один, конструктивно подобный. В 1990-е годы началось строительство третьего моста, рядом с существующими. Предполагалось, что после ввода его в эксплуатацию первый, дореволюционный, может быть демонтирован.
Несмотря на протесты защитников памятников истории и культуры, в 2002 году началась разборка моста.
Сдан на металлолом 7 августа 2007 года.
Принимал участие в конкурсе на сайте «Семь чудес России».